# 小頭多環海龍
小頭多環海龍（学名：Hippichthys parvicarinatus），为輻鰭魚綱棘背魚目海龍魚科多環海龍屬的其中一種，該物種分布於澳洲海域，體長可達8.2公分，棲息在河口或半鹹水水域，卵胎生。